# Port matériel
Pour les articles homonymes, voir Port (homonymie).

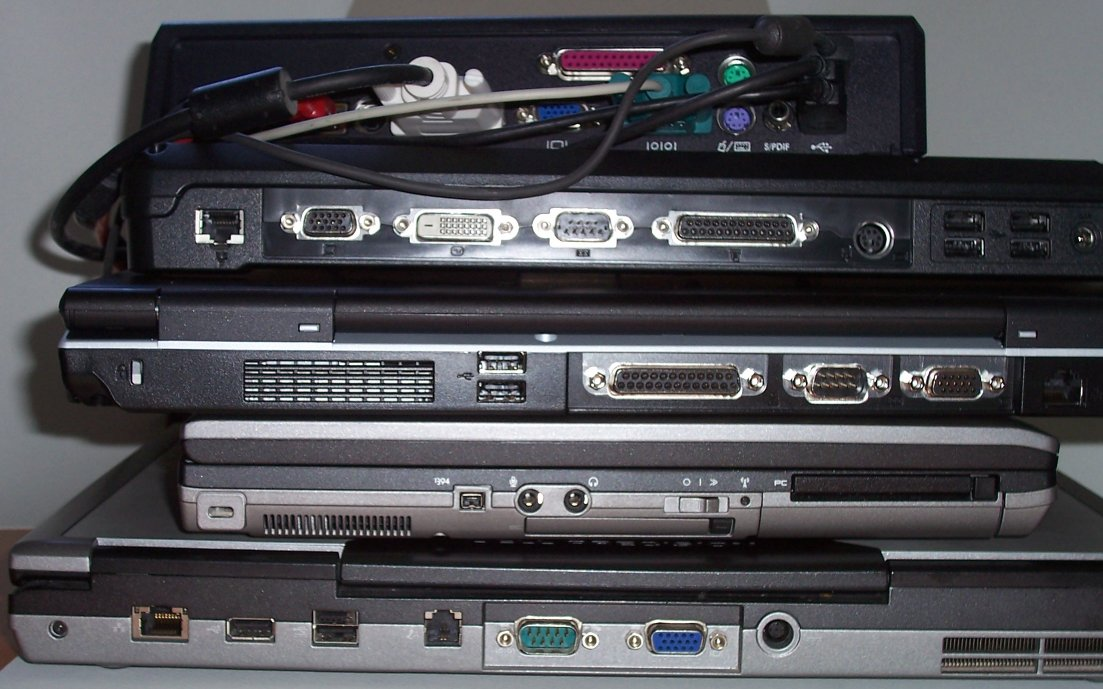
Ports de connexion d'ordinateurs portables

Un port matériel (aussi appelé prise) est conçu pour brancher un certain type de périphérique, soit directement, soit au moyen d'un câble. Il est soumis à des normes aussi bien sur ses caractéristiques physiques (forme, considérations électriques ou optiques) que logiques (à quoi sert chaque quel fil/patte/connecteur, que signifie tel ou tel signal en entrée, en sortie).
Les ports matériels se répartissent en :
- ports internes destinés soit à relier à une carte mère des périphériques internes au boîtier de l'ordinateur (disques, barrettes de mémoire ou même processeur en considérant un socket comme un port matériel) soit à insérer une carte d'extension enfichable sur un bus interne (on parle alors de connecteur d'extension).
- ports externes permettant de communiquer avec différents périphériques, souvent via un câble, quoiqu'on trouve aussi notamment dans le cas des portables des connecteurs d'extension reliés à un bus (par exemple PC-Card).

## Origine du mot
Port, en informatique, est une traduction d'un des sens de l'anglais port, dont l'étymologie est le latin "portus" qui signifie passage.